# Wankel-rex

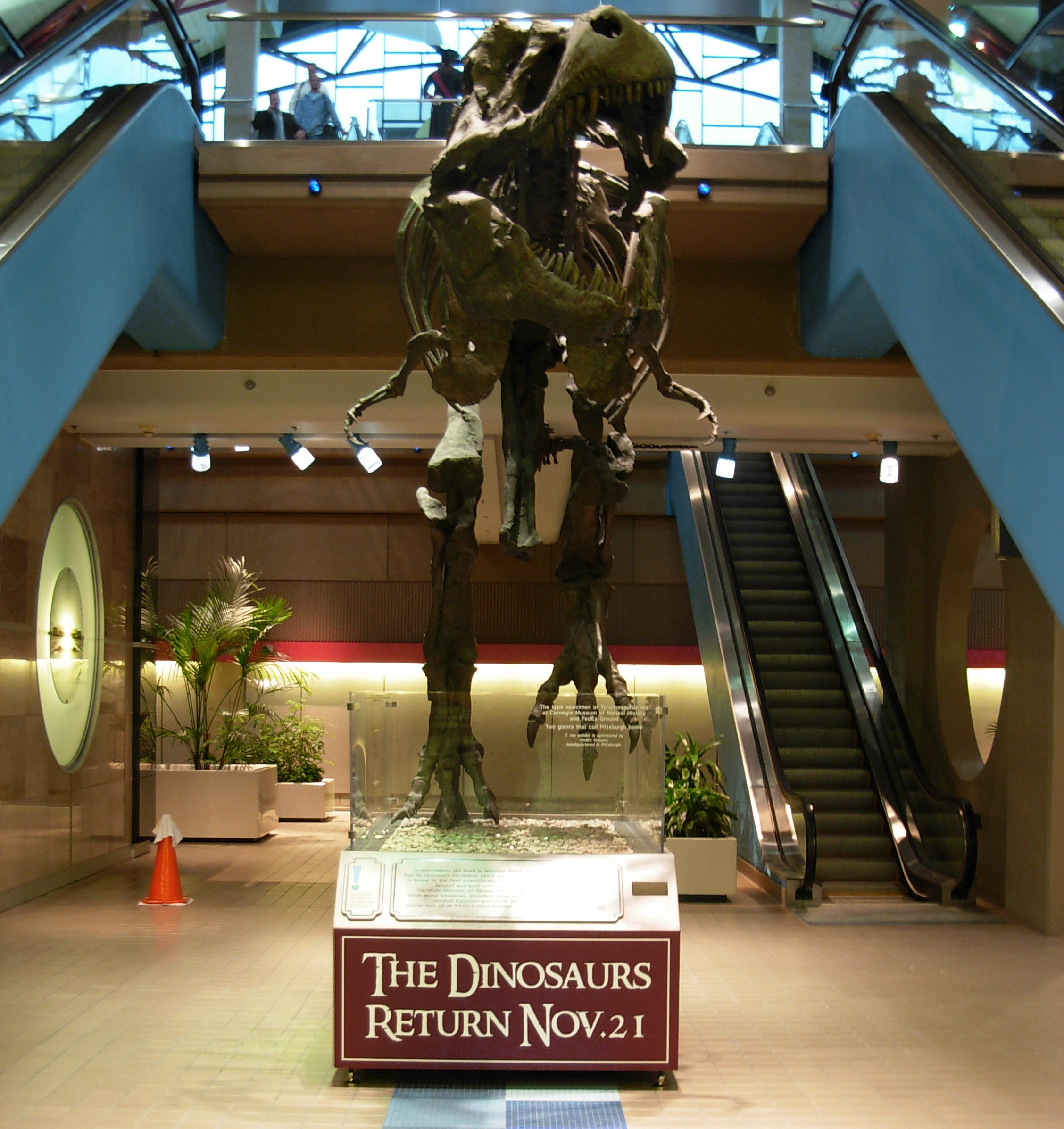
Afgietsel van Wankel-rex

Wankel-rex (Wankel rex) is een exemplaar van de dinosauriër Tyrannosaurus rex. Meestal wordt ernaar verwezen als "de Wankel-rex". Een tweede bijnaam van het specimen is Devil rex. Het is het vijftiende specimen van Tyrannosaurus dat gevonden is en was het eerste dat de arm toonde.

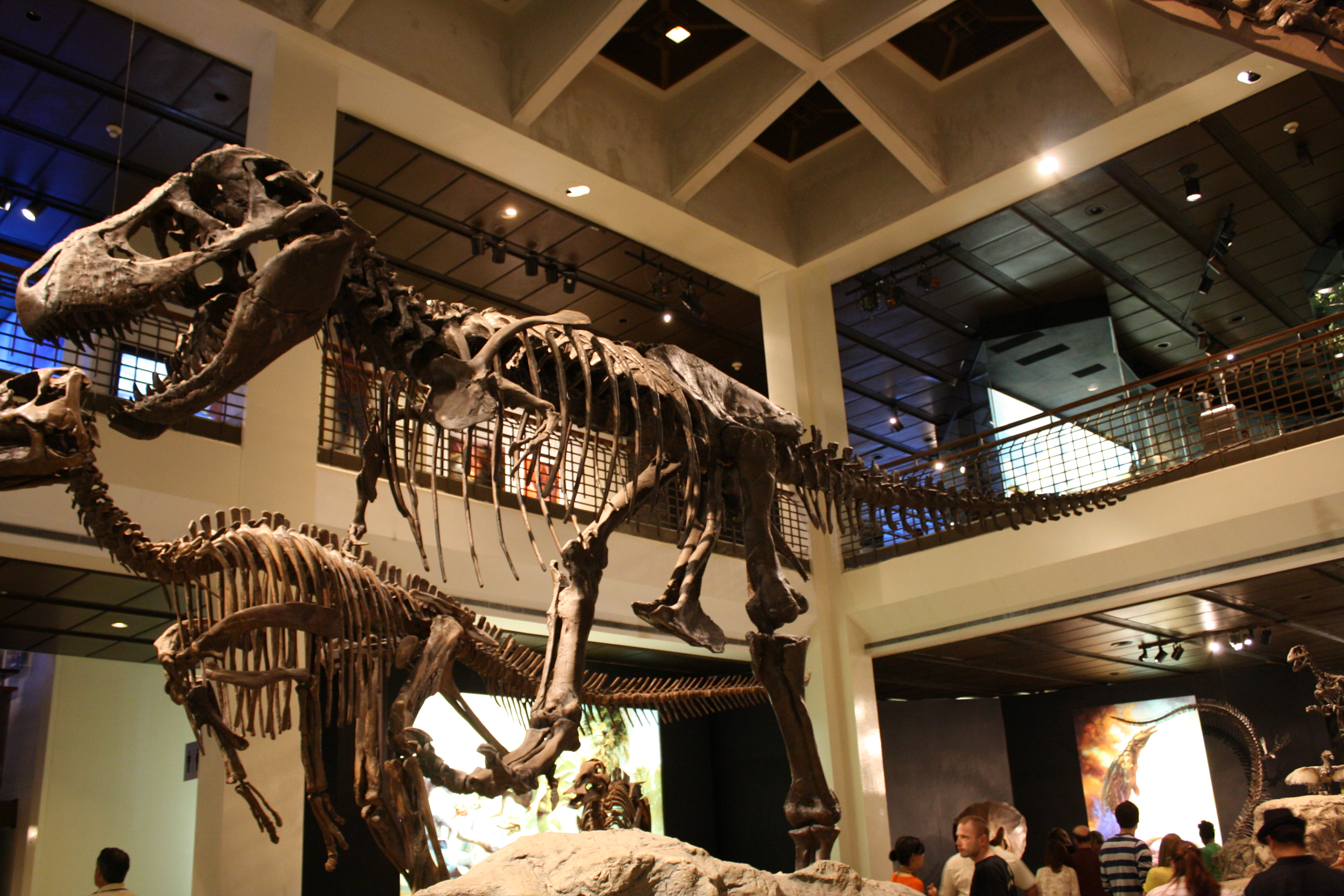
Een afgietsel in Houston

Het specimen werd op 5 september 1988 in Montana gevonden door Cathy Wankel — samen met haar echtgenoot Tom Wankel die een ranch had bij het plaatsje Angela — op een eilandje nabij de zuidelijke oever van Fort Peck Lake in McCone County, in een zandsteenlaag van de Hell Creek-formatie. De locatie ligt in het Charles M. Russell Wildlife Refuge, een natuurreservaat dat eigendom is van de federale overheid. Het meer dient als reservoir voor de Missouri en door de vele wisselingen in waterpeil erodeert de ondergrond en worden steeds nieuwe fossielen blootgelegd. Cathy zag op Labor Day, terwijl de rest van haar gezin aan het vissen was, een stuk bot uit de modder steken. Hoewel ze dat nog nooit eerder gedaan had, probeerde ze het fossiel verder op te graven. Het bleek geen geïsoleerd fragment te zijn maar vast te zitten aan een heel skelet.  Daarop waarschuwden ze het Museum of the Rockies en maakten zo Jack Horner opmerkzaam op de vondst. Die herkende de weggenomen botten als stukken van de arm van een tyrannosaurus, een element dat nog nooit teruggevonden was. De invallende winter maakte het hem onmogelijk nog dat jaar het specimen op te graven. In september 1989 werd een eerste verkennende opgraving uitgevoerd, met medewerking van het gezin Wankel, die leidde tot de schatting dat nog twee derden van het skelet aanwezig was. Daarop werden de blootgelegde botten gestabiliseerd met jute gedrenkt in gips en weer afgedekt met aarde. Pas in de zomer van 1990 werd het hele skelet geborgen door een team van een dozijn opgravers onder leiding van Robert Harmon en onder toezicht van hoofdpreparateurs Patrick Leiggi en Allison Gentry. Het Army Corps of Engineers, dat een basis had in Fort Peck, legde gratis met bulldozers een pad van vier kilometer aan om de locatie toegankelijker te maken. De feitelijke opgravingen gingen op 4 juni van gang. Door de droogte was het eilandje — dat Wankel's Island gedoopt was, de naam waarmee de vindplaats wordt aangeduid — weer deel van de oever geworden wat de opgravingen vergemakkelijkte; aan de andere kant waren de werkomstandigheden slecht door de zinderende hitte afgewisseld door felle onweersbuien, terwijl de arbeid steeds verstoord werd door de vele tv-ploegen die Horner liet komen om zo veel mogelijk publiciteit te genereren. Bij deze gelegenheid had Horner intensief contact met de pers om commentaar te geven; hij kwam toen voor het eerst met zijn vermoeden naar buiten dat Tyrannosaurus een aaseter zou zijn geweest. Op 2 juli 1990 werden de resten, in de vorm van grote blokken verpakt in gips, door trucks van het leger naar het museum gebracht. De totale kosten van de opgraving bleven zo voor het instiutuut beperkt tot $ 5000,-, terwijl de handelswaarde van het skelet het duizendvoudige bedraagt. In de drie jaar daarna werd het fossiel als speciale attractie in een museumruimte zichtbaar voor het publiek geprepareerd.
De vondst is in 1993 gedeeltelijk beschreven door Horner en Donald Lessem. De belangwekkende arm is in 2001 beschreven door Kenneth Carpenter.

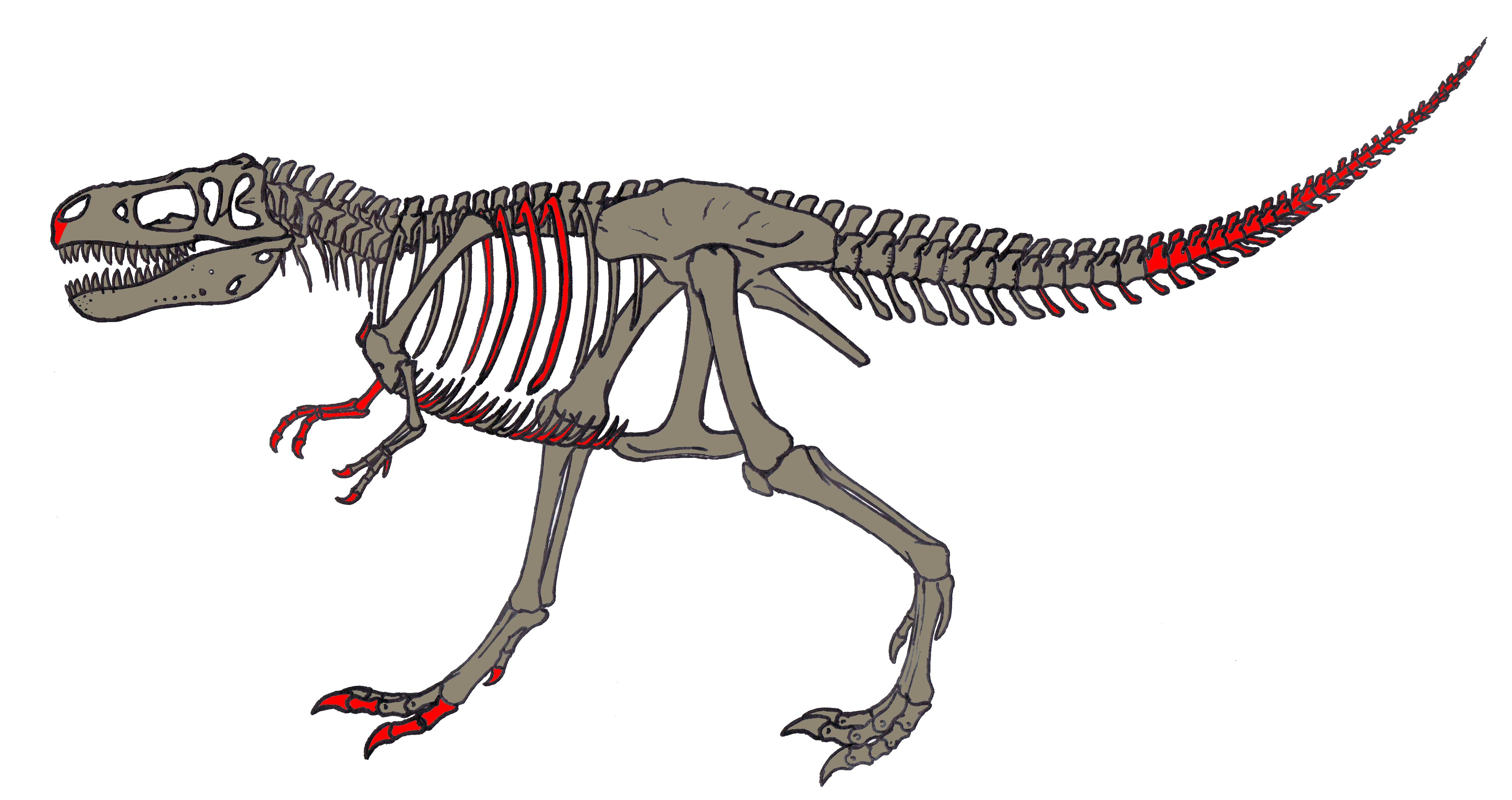
De belangrijkste ontbrekende delen van Wankel-rex in het rood

Wankel rex is een van de meest complete, best bewaarde tyrannosauri die ooit is ontdekt.  Het skelet is niet zo compleet als de iets grotere Sue, maar desalniettemin is 49% van de skeletelementen, ofwel 146 botten, nog aanwezig. Daarbij is ook een voorpoot blootgelegd, de eerste van Tyrannosaurus die ooit is gevonden. Voorheen baseerde men reconstructies van de voorpoten van deze dinosauriër op die van andere Tyrannosauridae. In veel berichten is het percentage hoger geschat, op 75 of zelfs 85%, maar daarbij werden gepaarde delen waarvan slechts één element aanwezig is, dubbel gerekend en de buikribben en de chevrons van de staart buiten beschouwing gelaten. Het skelet bleek op zijn linkerkant te liggen, grotendeels nog in verband: alleen de voorpoten, de schedel, de onderkaken en het rechterbeen waren door de stroming van de beek waarin het karkas terechtgekomen moet zijn, enkele meters verplaatst. Bewaard zijn gebleven van de kop: de hersenpan, de linkermaxilla, de neusbeenderen, het vomer, de squamosa, de quadrata, de quadratojugalia, de jukbeenderen, de traanbeenderen, de pterygoïden, de epipterygoïden en het dentarium van de rechteronderkaak. Van de postcrania zijn bewaard: het grootste deel van de wervelkolom minus de atlas en het uiteinde van de staart, waarvan alleen de voorste veertien wervels over zijn plus een losse wervel; zes chevron; vier ribben; drie nekribben; het complete bekken; de complete schoudergordel; de linkerarm minus drie vingerkootjes; beide achterpoten minus een teenkootje van de linkervoet en zonder de rechtervoet, met uitzondering van het derde, vierde en vijfde middenvoetsbeen.

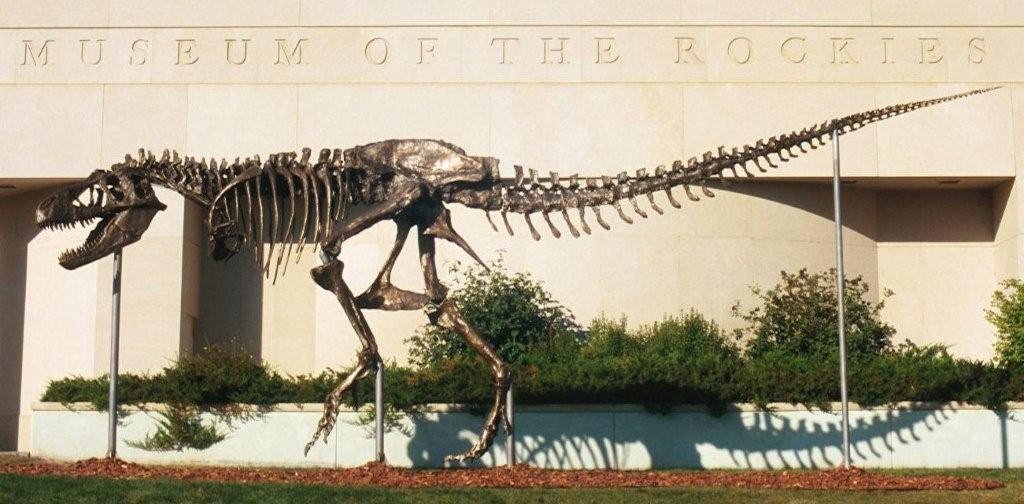
Het bronzen afgietsel

Wankel rex is vrij graciel ofwel lichtgebouwd. Volgens sommige onderzoekers vertegenwoordigen dergelijke graciele exemplaren een aparte morfe of zelfs soort van Tyrannosaurus. In 2022 werd deze benoemd als Tyrannosaurus regina, met MOR 555 als holotype. De geldigheid daarvan werd onmiddellijk betwijfeld: andere onderzoekers denken namelijk dat het verschil met robuuste exemplaren wordt veroorzaakt door seksuele dimorfie. De lichte individuen zouden dan de mannetjes zijn. Dat Wankel rex een mannetje is, zou ook bevestigd kunnen worden door zijn bezit van een chevron onder de eerste staartwervel; volgens een hypothese van Eberhard Frey hadden de vrouwtjes zo'n uitsteeksel niet om de eierleg te vergemakkelijken. Deze hypothese is echter sterk omstreden.

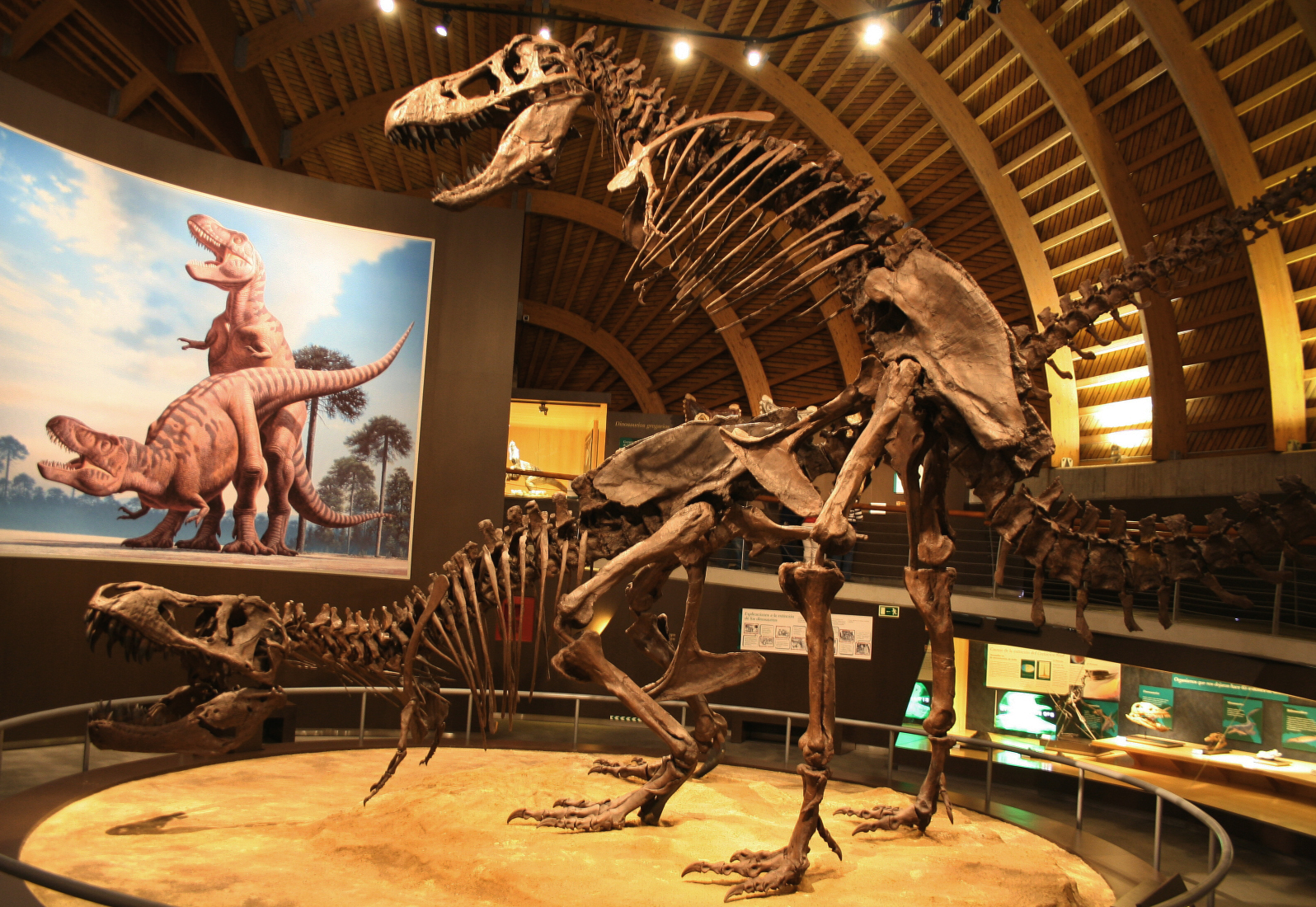
Wankel rex en Stan

Wankel rex zelf is sinds 2005 opgesteld in het Museum of the Rockies in Bozeman. Het exemplaar heeft daar het inventarisnummer MOR 555. Buiten het museum was al eerder een bronzen reconstructie, met de bijnaam Big Mike, neergezet als publiekstrekker. De ontbrekende delen zijn daarbij aangevuld. Dezelfde reconstructie is ook als afgietsel in kunsthars verkrijgbaar; daarvan staat er ook weer een in het museum en deze is verder door een groot aantal instellingen aangekocht, waaronder het Carnegie Museum of Natural History in Pittsburgh, V.S., het Dallas Museum of Natural History, het Houston Museum of Nature and Science, het University of California Museum of Paleontology en het Black Hills Museum of Natural History. Het Spaanse Museo del Jurásico de Asturias heeft zelfs twee modellen aangeschaft, een van Wankel rex en de ander van het exemplaar Stan, en deze bij elkaar gezet in een parende houding recht voor een grote reproductie van een schilderij van de scène door de paleontologisch illustrator Raúl Martín waarin de dieren in levenden lijve afgebeeld worden. Hierin speelt Wankel rex, conform de bovenstaande vaststellingen, de rol van het mannetje.